# Miristicina
Miristicina, 3-metóxi-4,5-metilendióxi-alilbenzeno, é um componente orgânico natural presente no óleo essencial de Noz-Moscada e encontrado em menor teor em algumas outras especiarias.

## Usos
Além de um estado semi-consciente, a Miristicina (encontrada na Noz-moscada) é conhecida também por induzir efeitos anticolinérgicos e psicodislépticos  como distorções visuais semelhantes às induzidas por compostos do grupo da metilenodioximetanfetamina (MDMA). A dosagem exigida para alcançar tal efeito varia de pessoa a pessoa (semelhante a qualquer outra droga) e também com a procedência da noz.
Mesmo variando com cada noz e cada pessoa, em geral uma dosagem comum exigida para obter estes efeitos está na região de 0.75 - 1.25g de pó de noz fresca para cada cinco kg de peso do corpo.
O uso recreativo de Myristica fragrans tem um tempo extremamente longo antes de ser percebido — o auge pode às vezes levar até 7h para ser atingido, enquanto os efeitos principais podem durar cerca de 24h, com resquícios do efeito permanecendo até cerca de 72h. Isto pode ser considerado desagradável por alguns usuários porque os efeitos negativos, como náusea, também podem estar sujeitos a estas durações.

## Toxicidade
A miristicina actua como antagonista do receptor da serotonina  e é fraca inibidora da monoamina oxidase-MAO, paradoxalmente um dos indicadores dessa ação é a elevação dos níveis de serotonina.. No geral a toxicidade aguda por este composto é baixa, mas quando ocorre está associada a dano de órgãos.
Além de induzir citotoxicidade por apoptose: neuroblastomas - tumor maligno nos neuroblastos, localizados na glândula supra-renal- também forma aductos com o DNA, no entanto há falta de estudos quanto à sua carcinogenicidade.
Induz o citocromo P450: isoenzimas 1A1/2, 2B1/2, 3A4 e 2E1.

## Avaliação de Risco
A toxicidade da miristicina é baixa, pois apesar de existir em diversos alimentos, através da utilização de noz moscada, endro ou salsa na preparação destes, a sua concentração é muito baixa.De notar que esta informação não invalida o facto da miristicina a determinadas concentrações induzir alterações comportamentais.
A dose de miristicina que induz toxicidade é 1–2 mg/kg de peso corporal e a DL50 >1000 mg/kg.